# Carl Forssell
Carl Forssell   (Parròquia de Hedvig Eleonora, 25 d'octubre de 1917 - Ängelholm, 28 de novembre de 2005) va ser un tirador d'esgrima suec, especialista en espasa, que va competir entres les dècades de 1930 i 1950.
El 1948 va prendre part en els Jocs Olímpics d'Estiu de Londres, on disputà dues proves del programa d'esgrima. Guanyà la medalla de bronze en la prova d'espasa per equips, mentre en la d'espasa individual quedà eliminat en sèries. Quatre anys més tard, als Jocs de Hèlsinki, tornà a disputar dues proves del programa d'esgrima. Guanyà la medalla de plata en la prova d'espasa per equips, mentre en la d'espasa individual fou vuitè. El 1956, a Melbourne, disputà els seus tercers, i darrers, Jocs Olímpics. En les dues proves que disputà quedà eliminat en sèries.
En el seu palmarès també destaquen set medalles al Campionat del món d'esgrima, cinc de plata i dues de bronze, entre les edicions de 1938 i 1954.